# Helen Reddy
Helen Reddy (Melbourne, Austràlia, 25 d'octubre de 1941 - Los Angeles, 29 de setembre de 2020), fou una actriu i cantant pop australiana.
Reddy va ser una exitosa cantant en la dècada del 70 amb diversos èxits, incloent tres primers llocs en les llistes de popularitat nord-americanes. Va vendre més de 15 milions d'àlbums i 10 milions de senzills, i va ser la primera cantant australiana a fer-se mereixedora del premi Grammy. El 1974 es va convertir en ciutadana nord-americana a través de la naturalització, però viu al mateix temps a Sydney, Austràlia.
Helen treballá en els darrers anys com hipnoterapista clínica a Sydney i fou cap de l'Australian Society of Clinical Hypnotherapists.
El 6 d'agost de 2015, la família de Reddy va emetre un comunicat confirmant que s'havia retirat d'actuacions en viu i que actualment vivia en l'asil d'ancians, però van negar informes que patia demència.

## Primers anys
De descendència irlandesa, escocesa i anglesa, Reddy va néixer dins d'una família ben acomodada en l'àmbit dels negocis de l'espectacle, els seus pares van ser intèrprets molt coneguts del gènere vodevil a Austràlia, ells van ser Stella Lamond (1909-1973), cantant i actriu, i l'escriptor i comediant Max Reddy; la seva germana major també és cantant i actriu: el seu nom és Toni Lamond (1932-); i el seu nebot també és cantant i actor i el seu nom és Tony Sheldon.
Reddy va començar a interpretar papers al costat dels seus pares als quatre anys. Durant la seva adolescència va estar casada amb un músic major d'edat que ella, de qui va tenir una filla: Traci, però es van divorciar al cap de poc temps. Després de començar la seva carrera en radi i televisió a Austràlia, va guanyar un concurs de talent al popular programa televisiu Bandstand la qual cosa li va permetre emigrar als Estats Units el 1966. Fixant la seva residència a Nova York, aquí va conèixer a Jeff Wald, un agent de la "William Morris Agency"; després de viure junts per 4 dies, Reddy i Wald van contreure matrimoni; en conseqüència ell es convertiria en el seu administrador.
Després d'una temporada a Chicago, la família es va mudar a Los Angeles, Califòrnia, on va intentar establir-se com a cantant. Vint-i-set segells discogràfics la van rebutjar abans de signar contracte amb la Capitol Records el 1970.

## Èxit el 1970
Al costat de la seva amiga i compatriota Olivia Newton-John, Reddy es va convertir en la més reeixida de les estrelles femenines dels 1970, amb catorze temes col·locats entre les 40 principals de 1971 a 1978, Reddy també va exercir influència -animant a la seva amiga- en la carrera de Newton-John, suggerint-li viatjar de Gran Bretanya als Estats Units a principis de 1970, al poc temps Olivia va guanyar el paper estel·lar de "Sandy" en la versió cinematogràfica del musical "Grease" (Brillantina) després d'una trobada amb Allan Carr -productor de la pel·lícula- en una festa verificada a casa de Reddy.
El primer tema a col·locar-se dins dels 40 principals va ser la seva versió al tema "I Don't Know How To Love Him" de l'òpera musical Jesucrist Superstar. Va aconseguir col·locar a nivell internacional un èxit re-gravat el 1972 amb l'himne feminista: "I Am Woman" que ella va coescriure al costat del músic australià, Ray Burton, tema que es va col·locar en primer lloc de les llistes de popularitat dels Estats Units. Reddy va atribuir l'ímpetu per escriure "I Am Woman" i pel moviment feminista a la seva compatriota expatriada, la crítica de Rock australià i pionera feminista Lillian Roxon. Reddy és citada en el llibre de Fred Bronson "The Billboard Book of Number One Hits", on es diu que ella buscava cançons per gravar que reflectissin la imatge positiva que ella posseïa a partir d'unir-se al moviment feminista, però no va en trobar cap, així que "Em vaig adonar que la cançó que buscava no existia, i havia d'escriure-la per mi mateixa". El senzill amb prou feines va aparèixer en llistes al seu llançament a l'estiu de 1972, però temps després va ser adoptat com a himne feminista perquè va ser sol·licitat pels oients de manera insistent, la qual cosa va propiciar que tornés a aparèixer en llistes i convertir-se en un gran èxit. "I Am A Woman" va guanyar el premi Grammy per millor interpretació vocal femenina, i en la cerimònia de lliurament de premis ella va concloure el seu famós discurs d'acceptació donant gràcies a Déu "perquè ella ho fa tot possible"

## Cinema i teatre
El 1974 va interpretar el personatge de la germana Ruth en la pel·lícula "Aeroport 1975"; hi canta una versió acústica del seu tema "Best friend" per confortar a Linda Blair, la famosa nena de "L'exorcista" i a la seva mare Bàrbara Bel Geddes, que posteriorment es convertiria en Miss Ellie Ewing, la matriarca de la família Ewing en la sèrie "Dallas". El 1977 va protagonitzar la pel·lícula musical de la Disney Pedro i el Drac Elliot, en el paper de Nora. Per aquesta pel·lícula, la cançó Candle on the water que ella interpretava va ser nominada a l'Oscar a la millor cançó original.

## Discografia

### Àlbums
En estudi
- Helen Reddy (1971)
- I don't know how to love him (1972)
- I am woman (1972)
- Long hard climb (1973)
- Love Song for Jeffrey (1974)
- Free and Easy (1974)
- No Way to Treat a Lady (1975)
- Music, Music (1976)
- Ear Candy (1977)
- We'll Sing in the Sunshine (1978)
- Reddy (1980)
- Take what you find (1981)
- Play m'out (1982)
- Imagination (1983)
- Feel Sota Young (1990)
- Center Stage (1998)
- The Best Christmas Ever (2000)

Àlbums compilatorios
- Helen Reddy's Greatest Hits (1975)
- I Am Woman: The Essential Helen Reddy Collection (1998)
- The Woman I Am: The Definitive Collection (2006)
- Rarities from the Capitol Vaults (2009)